# Maximilian I av Bayern
Maximilian I, född 17 april 1573 i München, död 27 september 1651 i Ingolstadt, var hertig av Bayern från 1597, och kurfurste av Bayern från 1623. Han var son till Vilhelm V av Bayern och Renata av Lothringen.
Maximilian I var gift två gånger; med sin andra fru, Maria Anna av Österrike, som också var hans systerdotter, fick han sonen och efterträdaren Ferdinand Maria.